# Charles Hudson
Charles Hudson (Ripon, 4 oktober 1828 - Matterhorn (Zermatt), 14 juli 1865) was een Brits alpinist. Hij kwam om het leven bij de eerste beklimming van de Matterhorn.

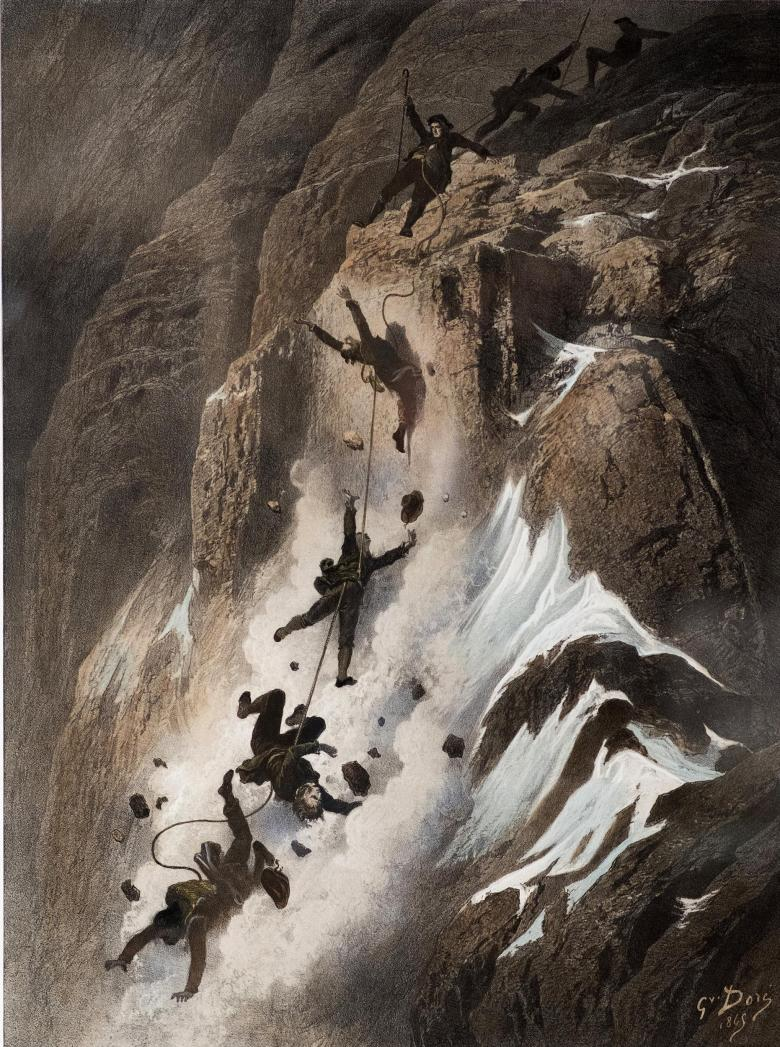
Tekening van het dodelijk ongeval op de Matterhorn door Gustave Doré, 1865.

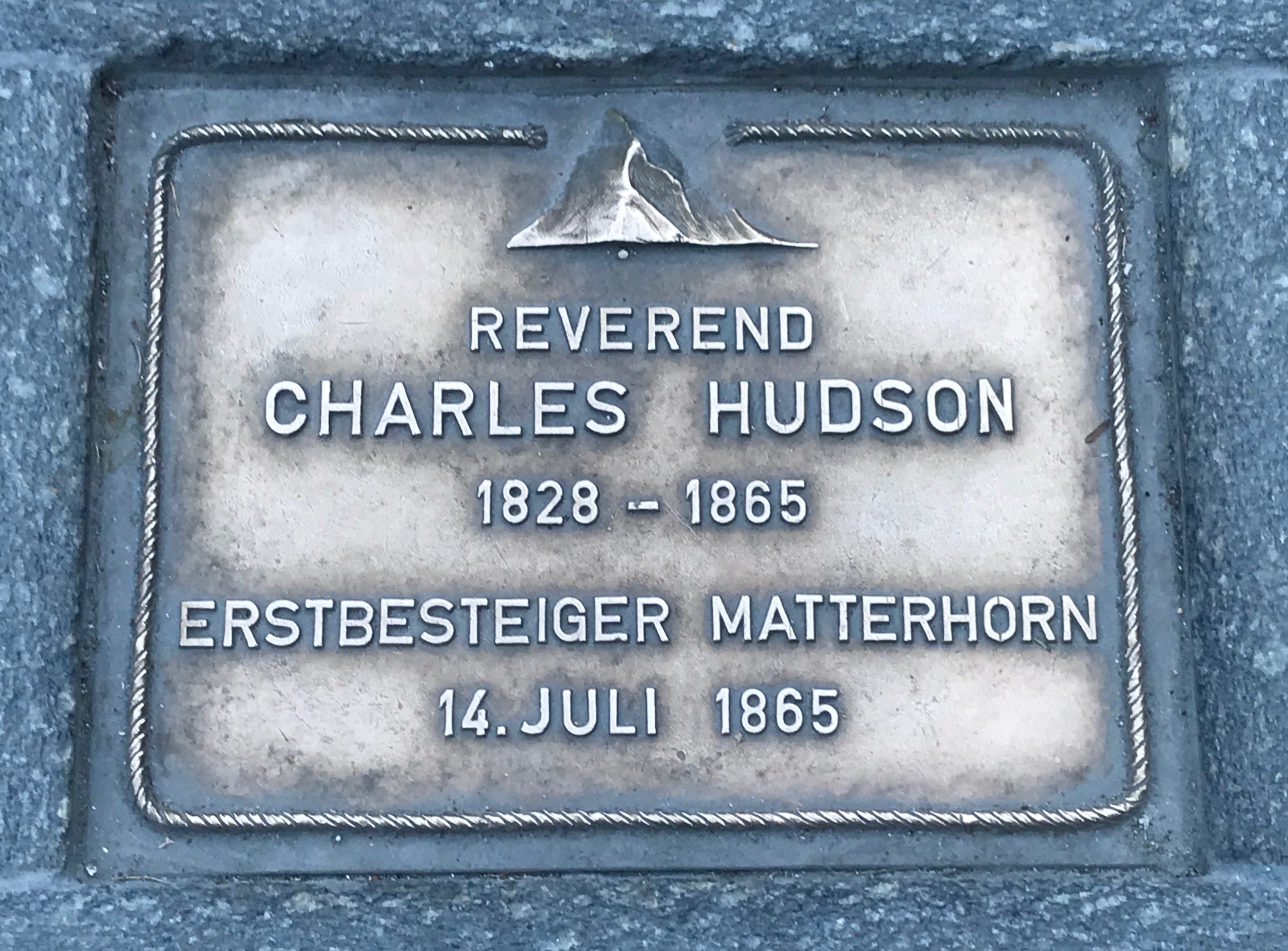
Gedenksteen voor Charles Hudson in Zermatt.

## Biografie

### Zwitserse en Franse Alpen
Charles Hudson gold als een van de belangrijkste alpinisten in het gouden tijdperk van het alpinisme. Enkele belangrijke beklimmingen waaraan hij deelnam waren de eerste beklimming van de Dufourspitze op 1 augustus 1855, de eerste beklimming van de Mont Blanc du Tacul op 8 augustus 1855, de eerste beklimming van de Mönchjoch in 1858 en de tweede beklimming van de Aiguille Verte in 1865.
Bovendien beklom hij de Mont Blanc zonder gidsen in 1855 en de Breithorn, eveneens zonder gidsen.

### Eerste beklimming van de Matterhorn
In juli 1865, nadat werd vernomen dat Jean-Antoine Carrel de Matterhorn wilde beklimmen langs Italiaanse zijde, besloten Francis Douglas en Whymper om samen met Charles Hudson en Douglas Hadow en hun Franse gids Michel Croz om een poging te wagen de top van de Matterhorn te bereiken. Op 13 juli 1865 om half vijf 's ochtends vertrok de zevenkoppige expeditie, bestaande uit Whymper, Douglas, Hudson en Hadow met hun gidsen Peter Taugwalder en zijn zoon, en Croz. De expeditie passeerde de Schwarzsee, waar tijdelijk halt werd gehouden. Op dat moment bevond de Italiaanse expeditie van Carrel zich aan de zuidelijke bergzijde op ongeveer 4.000 m hoogte. Daags nadien, op 14 juli 1865, slaagden Hudson en de anderen er echter in om via de Hörnli-route als eersten ooit de top van de Matterhorn te bereiken op 4.478 m hoogte.
Bij de afdaling liep het echter mis. Onderweg naar beneden kwam Douglas Hadow ten val, waarbij hij Francis Douglas en ook Charles Hudson en Michel Croz, die met touw aan elkaar waren verbonden, meesleurde in zijn val. Het viertal viel 1.400 m naar beneden en kwam in de Matterhorngletsjer terecht.
Het lichaam van Charles Hudson werd later teruggevonden. Hij werd begraven in Zermatt. Na zijn dood werd Hudson verweten te hebben aangedrongen op de aanwezigheid van de onervaren Hadow in de expeditie en niet de kwaliteit van diens touw en laarzen te hebben gecontroleerd.